# 北インド教会

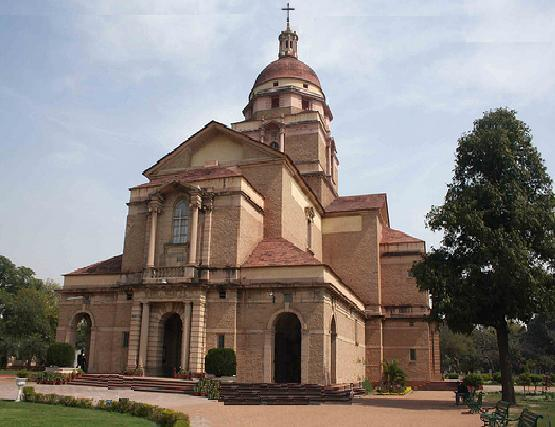
中央贖罪大聖堂（インド・ニューデリー）

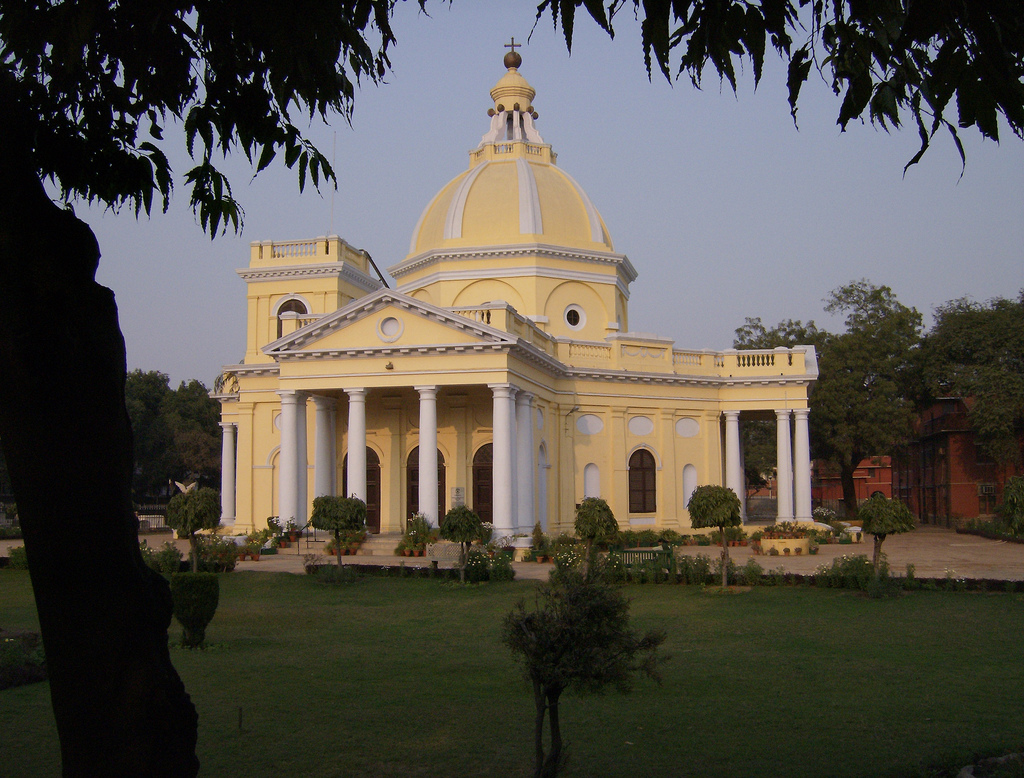
聖ジェームズ教会（インド・ニューデリー）

北インド教会（きたインドきょうかい、英語: Church of North India）は北インドで聖公会、長老派教会、会衆派教会、メソジスト教会などが合併してできた、インドでは南インド教会に次いでキリスト教プロテスタントの信徒が多く参加する合同教会である。

## 概要
北インドでのプロテスタント教会合同の芽は、すでに1929年にラクナウで始まっていた。しかし、合同への正式な委員会はインド独立後しばらく経って、1961年にインド・パキスタン・ビルマ・セイロン聖公会、メソジスト教会（英国・オーストラリア）、それまでに成立していた北インド合同教会（長老派教会と会衆派教会によるNorth India United Church）、ブレザレン教会で発足して、1971年に北インド教会が正式に発足した。本部はニューデリーにある。
南インドの4州（アーンドラ・プラデーシュ州、カルナータカ州、ケーララ州、タミル・ナードゥ州）では南インド教会がインド独立の1949年に発足していて、北インド教会は南インド4州以外の全インドをカバーしている。なおメソジスト監督教会（米国）は参加しておらず、1981年にインド・メソジスト教会（Methodist Church in India）となっている。
聖書、ニカイア信経に基礎を置き、教会組織は主教制を取り、26教区（26 Dioceses）がある。これは主教制を取る教会と、それを取らない教会の合同である。教会は3,000あり、信徒数は1,500,000人である。
北インド教会は自身の神学校を複数校持ち、その他に250校の教育機関、3校の技術学校、6校の看護師養成所、65棟の病院も経営している。
北インド教会はインド・キリスト教協議会（National Council of Churches in India）のメンバーで、アングリカン・コミュニオンにも属し、世界教会協議会（WCC）の一員でもある。